# Агилера, Хорхе
Хорхе Луис Агилера Руис (исп. Jorge Luis Aguilera Ruiz; род. 16 января 1966, Frank País, Ольгин) — кубинский легкоатлет, специалист по бегу на короткие дистанции. Выступал за сборную Кубы по лёгкой атлетике в 1990—1995 годах, обладатель бронзовой медали Олимпийских игр в Барселоне, двукратный чемпион Панамериканских игр, бронзовый призёр Всемирной Универсиады, чемпион Центральноамериканских и Карибских игр, действующий рекордсмен страны в эстафете 4×100 метров.

## Биография
Хорхе Агилера родился 16 января 1966 года в муниципалитете Франк Пайс провинции Ольгин, Куба.
Первого серьёзного успеха в лёгкой атлетике на международном уровне добился в сезоне 1990 года, когда вошёл в состав кубинской сборной и выступил на Центральноамериканских и Карибских играх в Мехико, где в зачёте бега на 100 метров выиграл серебряную медаль.
В 1991 году на домашних Панамериканских играх в Гаване одержал победу в эстафете 4×100 метров, стартовал в эстафете на чемпионате мира в Токио.
В 1992 году на иберо-американском чемпионате в Севилье завоевал золото в эстафете 4×100 метров. Благодаря череде успешных выступлений удостоился права защищать честь страны на летних Олимпийских играх в Барселоне — в эстафете 4×100 метров вместе с соотечественниками Хоэлем Ламелой, Хоэлем Исаси и Андресом Симоном установил ныне действующий рекорд Кубы (38,00) и завоевал бронзовую олимпийскую медаль, пропустив вперёд только команды из США и Нигерии.
Будучи студентом, в 1993 году представлял Кубу на Всемирной Универсиаде в Буффало, став бронзовым призёром в эстафете 4×100 метров. На Центральноамериканских и Карибских играх в Понсе взял бронзу в беге на 200 метров и победил в эстафете 4×100 метров. Бежал эстафету на чемпионате мира в Штутгарте, показав в финале четвёртый результат.
В 1994 году на иберо-американском чемпионате в Мар-дель-Плате выиграл бронзовую медаль в беге на 100 метров, финишировал шестым в беге на 200 метров, победил в эстафете 4×100 метров, тогда как в эстафете 4×400 метров кубинская команда была дисквалифицирована.
В 1995 году выиграл эстафету 4×100 метров на Панамериканских играх в Мар-дель-Плате, бежал 100 метров и эстафету 4×100 метров на чемпионате мира в Гётеборге. По окончании сезона завершил спортивную карьеру.